# Sucha (Zielona Góra)
Sucha (niem. Zauche) – część miasta i osiedle administracyjne Zielonej Góry.
Do 31 grudnia 2014 roku wieś w gminie Zielona Góra. W latach 1975–1998 należące do województwa zielonogórskiego.

## Historia
Jest usytuowana w odległości 2 km od Drzonkowa. Sucha nazwę wzięła prawdopodobnie od okolicznych suchych piaszczystych gruntów. Wieś jako Sauche była wspomniana w latach 1583–1584. We wsi w której znajdował się folwark i katolicki kościół filialny około 1790 roku odnotowano 46 gospodarstw i 230 mieszkańców.
Od 1950 (także po 1975) miejscowość położona była w województwie zielonogórskim.

## Liczba ludności
- 2006 - 294
- 2007 - 305
- 2008 - 299
- 2009 - 301
- 2010 - 294
- 2011 - 297
- 2012 - 299
- 2013 - 331

## Zabytki
Do wojewódzkiego rejestru zabytków wpisany jest:
- kościół ewangelicki, obecnie rzymskokatolicki filialny pod wezwaniem św. Marcina; jest to późnoklasycystyczna budowla wzniesiona na miejscu starszej świątyni w 1821 roku murowana z cegły[2]. Zbudowany na planie prostokąta posiada od południa dobudowaną kwadratową czterokondygnacyjną wieżę, a od północy zakrystię[2]. Nakryta jest dachem dwuspadowym, a wieża kopulastym hełmem. W przyziemiu wieży umieszczono wejście do świątyni. Najstarszym elementem wyposażenia jest dzwon datowany na XV wiek[2].

## Ciekawostki
Z Suchej pochodzi biskup zielonogórsko-gorzowski Tadeusz Lityński.

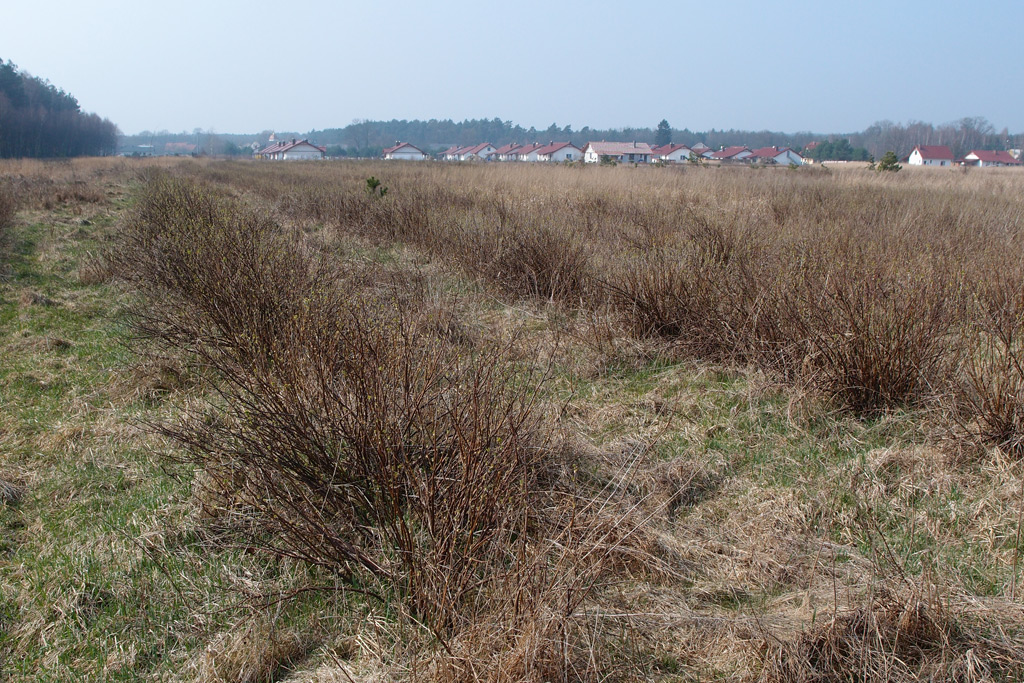
Osiedle Sucha od strony nowego osiedla.